# 埃斯特万·索拉里
埃斯特万·索拉里（西班牙語：Esteban Andrés Solari Poggio，1980年6月2日—），出生於阿根廷罗萨里奥港，是一名阿根廷足球主教练及前足球运动员，曾任阿根廷U–20及U–23助教。目前正執教智利甲組足球聯賽球队维尼亚德尔马埃弗顿。。